# Cantó de Vienne-Nord
El cantó de Vienne-Nord és un cantó francès del departament de la Isèra, situat al districte de Vienne. Té 9 municipis i el cap és Viena del Delfinat.

## Municipis
- Chasse-sur-Rhône
- Chuzelles
- Luzinay
- Pont-Évêque
- Septème
- Serpaize
- Seyssuel
- Viena del Delfinat
- Villette-de-Vienne

| Data d'elecció                           | Identitat       | Partit           | Qualitat |
| ---------------------------------------- | --------------- | ---------------- | -------- |
| 1945-1967                                | Lucien Hussel   | SFIO             |          |
| 1967-1979                                | Joseph Domeyne  | SFIO, després PS |          |
| 1979-1988                                | Louis Mermaz    | PS               |          |
| 1988-2008                                | Gerald Eudeline | PS               |          |
| 2008-                                    | Erwann Binet    | PS               |          |
| les dades anteriors no són pas conegudes |                 |                  |          |